# Джек, Кеннет Хендерсон
Кеннет Хендерсон Джек (12 октября 1918 г. — 28 января 2013 г.) — английский химик-кристаллограф, специалист в области рентгеноструктурного анализа. Учёный исследовал металлы, стёкла и керамику. В 1940-х и 1950-х годах он провел классические исследования сплавов внедрения для системы железо-углерод-азот; между 1957 и 1964 годами внёс вклад в технологию производства стекла; в 1964 года стал первооткрывателем в новой области кислородно-азотной керамики и стекла Si—Al—O—N.

## Биография
Кеннет Хендерсон Джек родился в Норд-Шилдсе, на северо-востоке Англии. Его отцом был Джон Хендерсон Джек, родившийся в Абердине, в семье рыбака. Его мать, Эмили, в девичестве Козенс, тоже была родом из Абердина.
Джек учился в местной начальной школе короля Эдварда, а затем - в муниципальной средней школе Тайнмута. В 1936 году он успешно подал заявку на стипендию памяти Эрла Грея, условием ее получения было последующее обучение на учителя. Он начал изучать химию в колледже Армстронга, который вместе с медицинским факультетом составлял одно подразделение федерального университета Дарема. Последний курс обучения в колледже пришелся на начало Второй мировой войны, из-за чего был сокращен до шести месяцев. После его окончания будущий учёный получил диплом первого класса по теории и практике преподавания со специализацией в области естественных наук и физической подготовки. Три месяца педагогической практики в начале 1940 года он провел в средней школе Кокермута в Кембрии.
Во время Второй мировой войны Джек впервые начал исследования материалов на основе сплавов внедрения и нитридов. По результатам работ 1942-1944 гг. он был назначен старшим научным сотрудником Британской ассоциации исследований черной металлургии (BISRA) и проработал там год в составе группы кристаллографии на базе лаборатории под руководством профессора Уильяма Брегга.
В 1952-1953 гг. К.Джек являлся ответственным за рентгентовскую лабораторию компании Westinghouse, оказывающую коммерческие аналитические услуги. Во время работы там он приступил к определению кристаллической структуры антимонида цезия (Cs3Sb).
В июле 1957 года учёный был принят в качестве менеджера по исследованиям в компанию Thermal Syndicate Limited в Уоллсендон-Тайне. Там его главной задачей было получение высокочистого диоксида кремния для промышленных нужд. Разработанный им метод удовлетворял всем необходимым требованиям и нашел важное применение в производстве оптических волокон.
В октябре 1964 года по приглашению профессора Нормана Петча Джек был назначен заведующим кафедрой прикладной кристаллохимии в университете Ньюкасла-на-Тайне, где продолжил развивать исследования в области керамических материалов. Он возглавлял кафедру 32 года и ушел с поста заведующего кафедрой в сентябре 1984 года.
После ухода из университета продолжал заниматься профессиональной деятельностью. Он много путешествовал: в период 1984-1994 он десять раз побывал в Японии, трижды в Китае и девять раз в США и Канаде, где выступал с лекциями о последних достижениях в азотной керамике.
Последние годы жизни он провел со своим сыном Дэвидом и его семьей из-за ухудшающегося здоровья. Учёный скончался в больнице в январе 2013 года после неудачного падения и последовавшего за этим нарушения работы почек.

## Научная деятельность
В октябре 1941 года профессор неорганической и физической химии Х.Л. Райли пригласил Джека преподавать в Ньюкаслский университет. Там учёный присоединился к исследовательской группе Райли, занимающейся созданием керамических бронепластин. С этого началось погружение Джека в работу со сплавами внедрения и исследованием нитридов железа. Он провел обширные фундаментальные исследования для систем Fe-N и Fe-C-N, составив подробные фазовые диаграммы для них. В 1951 году Джек опубликовал знаковую статью о закалке простого углеродистого мартенсита, тщательное внимание уделяя влиянию условий закалки стали на происходящие фазовые переходы, а также был соавтором заказного обзора карбидов и нитридов в стали, в котором подробно излагалась взаимосвязь между структурными единицами в различных карбидах железа и то, какие фазы возникают в нем и как они переходят из одной в другую. После того, как учёный стал заведующим кафедрой прикладной кристаллохимии в Университете Ньюкасла, он продолжил свою работу над нитридами железа. Он совместно со своими подчиненными рассмотрел систему Fe–Mo–N.
Кроме того, Джек работал с трифторидами переходных металлов. Им были определены кристаллические структуры VF3, MoF3, TaF3 и позднее MnF3, после чего учёный присоединился к школе П. Л. Робинсона по изучению химии фтора. Также он определил структуру моноклинного гексафторосмата V калия, KOsF6.
Еще одно направление исследований К.Джека определил заказ анализа структуры нитрида кремния от BISRA. В конце 1950-х и начале 1960-х годов нитрид кремния рассматривался как перспективный материал для изготовления керамики на его основе. Изучая нитрид кремния, он обнаружил, что часть атомов азота в нем заменена на кислород, кроме того, в структуре имеются вакансии, доступные для внедрения атомам алюминия. Изучая возможность заполнения этих вакансий, ученый дал начало новой области керамики: нитридных и оксинитридных материалов, как стекловидных, так и кристаллических, на основе системы Si–Al–O–N.

## Награды и почести
В 1980 году учёный был избран членом Лондонского королевского общества, а в 1996 году стал почётным профессором Университета в Суонси. В 1997 году ему присудили звание кавалерома Ордена Британской империи, а десять лет спустя стал почетным пожизненным членом Американского керамического общества.

## Личная жизнь
Учёный женился в 1942 году на Фриде Хьюз, которую знал с детства благодаря дружбе двух семей. Их первый сын, Дэвид, родился в 1944 году, а второй, Стивен, - в 1950 году. Фрида Хьюз умерла в 1974 году

## Основные работы
- Binary and ternary interstitial alloys, I. The iron-nitrogen system: the structures of Fe4N and Fe2N. Proceedings of the Royal Society. 1948. A 195, 34-40. (doi:10.1098/rspa.1948.0100)
- The occurrence and the crystal structure of α-iron nitride; a new type of interstitial alloy formed during the tempering of nitrogen-martensite. Proceedings of the Royal Society. 1951. A 208, 216—224. (doi:10.1098/rspa.1951.0155)
- The iron-nitrogen system: the preparation and the crystal structures of nitrogen-austenite(γ) and nitrogen-martensite(α') Proceedings of the Royal Society. 1951